# Pablo Vaca
Pablo Delmar Vaca Justiniano (Santa Cruz de la Sierra, 31 maggio 2002) è un calciatore boliviano, centrocampista dell'Always Ready e della Nazionale boliviana.

## Carriera

### Club
Vaca è cresciuto nel settore giovanile dell'Always Ready ed ha debuttato in prima squadra il 6 febbraio 2022 nell'incontro di Primera División vinto 2-1 contro l'Ind. Petrolero.

### Nazionale
Ha giocato nella nazionale boliviana Under-23.
Ha esordito con la nazionale maggiore boliviana il 27 agosto 2023 nell'amichevole persa 2-1 contro Panama.

## Statistiche

### Presenze e reti nei club
Statistiche aggiornate al 5 settembre 2024.
| Stagione            | Squadra             | Campionato          | Campionato | Campionato | Coppe nazionali | Coppe nazionali | Coppe nazionali | Coppe continentali | Coppe continentali | Coppe continentali | Altre coppe | Altre coppe | Altre coppe | Totale | Totale | Totale |
| Stagione            | Squadra             | Comp                | Pres       | Reti       | Comp            | Pres            | Reti            | Comp               | Pres               | Reti               | Comp        | Pres        | Reti        | Pres   | Reti   |        |
| ------------------- | ------------------- | ------------------- | ---------- | ---------- | --------------- | --------------- | --------------- | ------------------ | ------------------ | ------------------ | ----------- | ----------- | ----------- | ------ | ------ | ------ |
| 2022                | Always Ready        | PD                  | 6          | 0          | -               | -               | -               | CL                 | 0                  | 0                  | -           | -           | -           | 6      | 0      |        |
| 2023                | Always Ready        | PD                  | 24         | 0          | CdL             | 9               | 0               | CL                 | 0                  | 0                  | -           | -           | -           | 33     | 0      |        |
| 2024                | Always Ready        | PD                  | 16         | 0          | CdL             | 0               | 0               | CL+CS              | 3+8                | 0                  | -           | -           | -           | 27     | 0      |        |
| Totale Always Ready | Totale Always Ready | Totale Always Ready | 46         | 0          |                 | 9               | 0               |                    | 11                 | 0                  |             | -           | -           | 66     | 0      |        |
| Totale carriera     | Totale carriera     | Totale carriera     | 46         | 0          |                 | 9               | 0               |                    | 11                 | 0                  |             | -           | -           | 66     | 0      |        |

### Cronologia presenze e reti in nazionale
| Cronologia completa delle presenze e delle reti in nazionale ― Bolivia | Cronologia completa delle presenze e delle reti in nazionale ― Bolivia | Cronologia completa delle presenze e delle reti in nazionale ― Bolivia | Cronologia completa delle presenze e delle reti in nazionale ― Bolivia | Cronologia completa delle presenze e delle reti in nazionale ― Bolivia | Cronologia completa delle presenze e delle reti in nazionale ― Bolivia | Cronologia completa delle presenze e delle reti in nazionale ― Bolivia | Cronologia completa delle presenze e delle reti in nazionale ― Bolivia |
| Data                                                                   | Città                                                                  | In casa                                                                | Risultato                                                              | Ospiti                                                                 | Competizione                                                           | Reti                                                                   | Note                                                                   |
| ---------------------------------------------------------------------- | ---------------------------------------------------------------------- | ---------------------------------------------------------------------- | ---------------------------------------------------------------------- | ---------------------------------------------------------------------- | ---------------------------------------------------------------------- | ---------------------------------------------------------------------- | ---------------------------------------------------------------------- |
| 27-8-2023                                                              | Cochabamba                                                             | Bolivia                                                                | 1 – 2                                                                  | Panama                                                                 | Amichevole                                                             | -                                                                      | 46’                                                                    |
| Totale                                                                 |                                                                        | Presenze                                                               | 1                                                                      |                                                                        | Reti                                                                   | 0                                                                      |                                                                        |